# جون كريستيان أكرمان
جون كريستيان أكرمان (بالسويدية: Johan Christian Ackermann)‏ هو مهندس معماري سويدي، ولد في 1738، وتوفي في 1810.